# 南足柄郵便局
南足柄郵便局（みなみあしがらゆうびんきょく）は神奈川県南足柄市にある郵便局。民営化前の分類では集配普通郵便局であった。

## 概要
住所：〒250-0199 神奈川県南足柄市関本156

## 沿革
- 1874年（明治7年） - 関本郵便取扱所として開設[1]。
- 1875年（明治8年）1月1日 - 関本郵便局（五等）となる。
- 1885年（明治18年）10月1日 - 貯金取扱を開始。
- 1890年（明治23年）4月1日 - 為替取扱を開始。
- 1958年（昭和33年）9月11日 - 南足柄郵便局に改称[2]。
- 1967年（昭和42年）9月19日 - 電話交換事務および和文電報配達事務を南足柄電報電話局に移管。
- 1970年（昭和45年）3月16日 - 特定郵便局から普通郵便局に局種別改定。
- 1983年（昭和58年）9月 - 局舎新築。
- 2000年（平成12年）8月14日 - 外国通貨の両替および旅行小切手の売買に関する業務取扱を開始。
- 2007年（平成19年）10月1日 - 民営化に伴い、併設された郵便事業南足柄支店に一部業務を移管。
- 2012年（平成24年）10月1日 - 日本郵便株式会社発足に伴い、郵便事業南足柄支店を南足柄郵便局に統合。

## 取扱内容
- 郵便、印紙、ゆうパック、内容証明
- 貯金、為替、振替、振込、国際送金、外貨両替・トラベラーズチェック、国債、投資信託
- 生命保険、バイク自賠責保険、自動車保険
- ゆうちょ銀行ATM
- 「250-01xx」区域（南足柄市の全域）の集配業務
- ゆうゆう窓口

## 周辺
- 南足柄市役所
- 南足柄市文化会館
- 神奈川県立足柄高等学校

## アクセス
- 伊豆箱根鉄道大雄山線 大雄山駅から徒歩約8分
- 箱根登山バス 南足柄郵便局前停留所下車
- 東名高速道路 大井松田ICから南西へ約5km
- 駐車場あり：15台